# ノヴォヴォロネジ

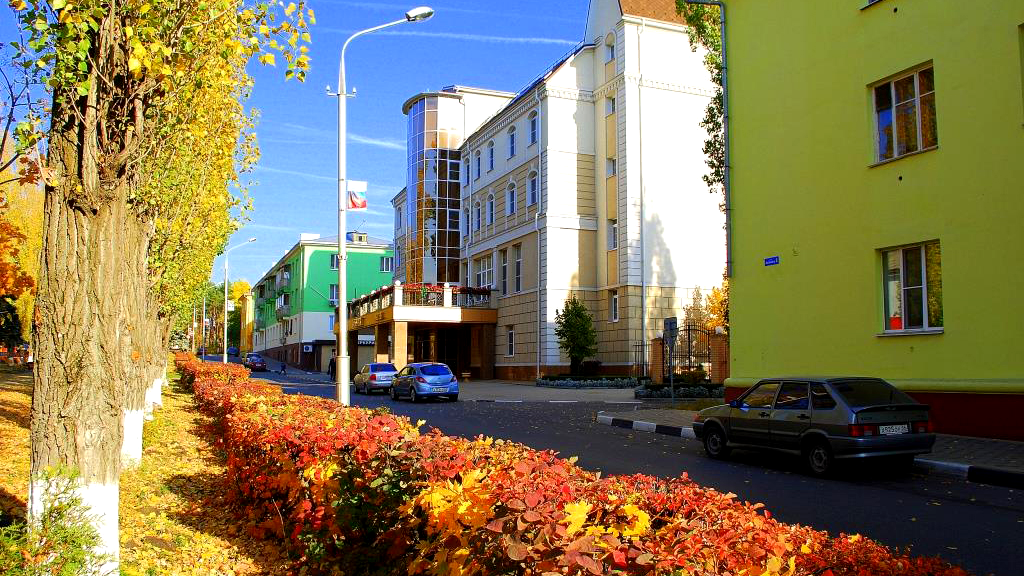
ノヴォヴォロネジ市街

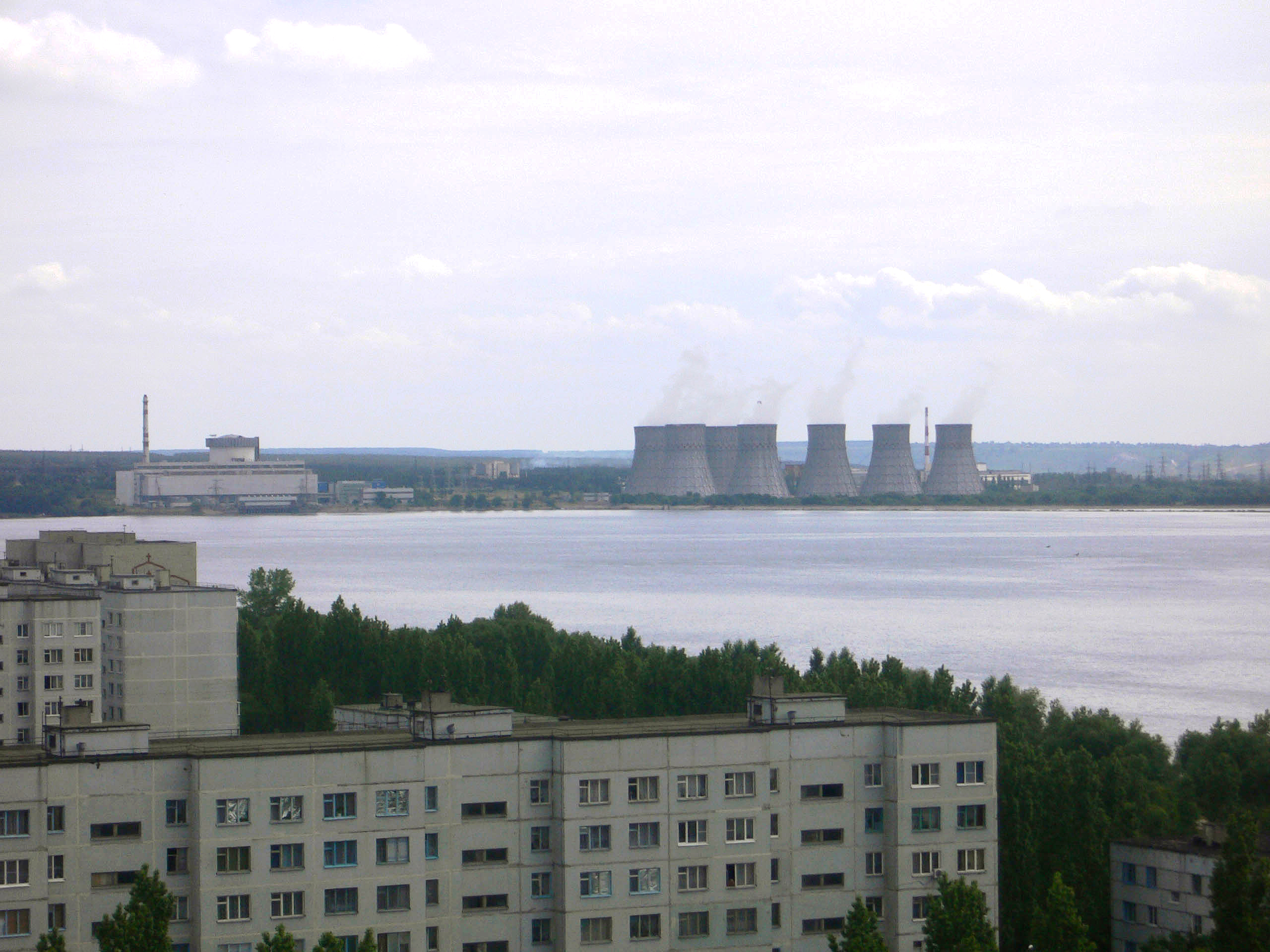
ノヴォヴォロネジ原子力発電所の遠景

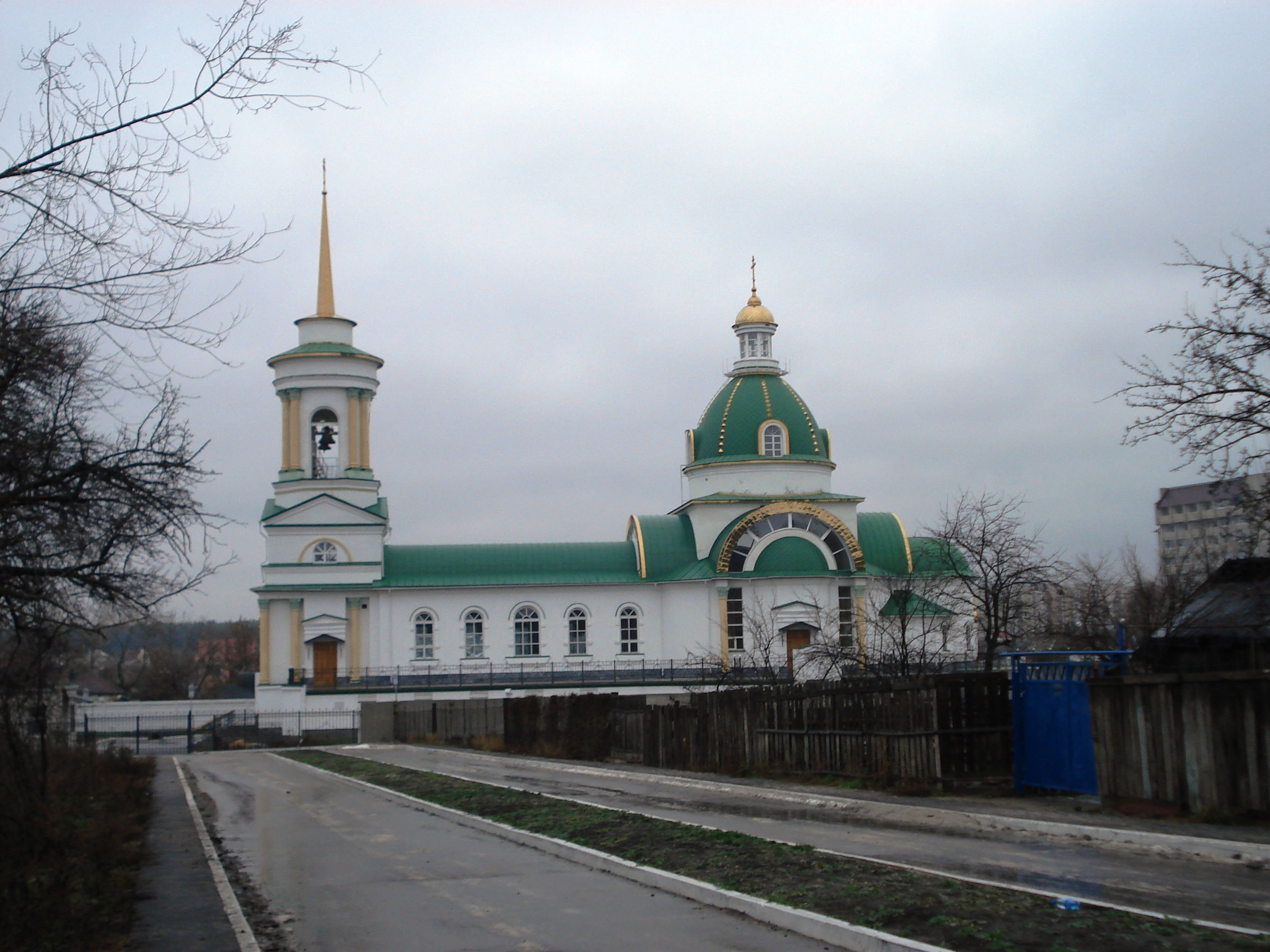
ノヴォヴォロネジの救世主ハリストス聖堂

ノヴォヴォロネジ（ノヴォヴォロネシュとも；ロシア語:Нововоронеж, Novovoronezh）は、ロシア南西部に位置するヴォロネジ州の町。人口は3万658人（2021年）。州都ヴォロネジから55キロメートル南にあり、最も近い町は40キロメートル離れたリスキ。ドン川に面している。

## 経済
ノヴォヴォロネジ原子力発電所が市内に位置している。住民のほとんどは原発か、その関連産業の職に就いている。原発は電気だけではなく、暖房用の熱も市内に供給している。その他、建材業や食品産業も立地する。

## 歴史
ノヴォヴォロネジは、1957年に原子力発電所建設が開始されるとともに設立された。当時はノヴォグレソフスキーという名の都市型集落であったが、同年にノヴォヴォロネジ（新しいヴォロネジ）と改名され、1959年からはノヴォヴォロネジ地区の行政中心地となった。1964年には総発電量210 MW の原子炉1号機が稼働した。1987年には市に昇格した。市内では、老朽化したノヴォヴォロネジ原子力発電所に代わり、ノヴォヴォロネジ第二原子力発電所の建設が進められ、2017年に1号機の商用運転が開始された。

## 姉妹都市
- パクシュ、ハンガリー[3]